# Queralt Casas
Queralt Casas Carreras (Bescanó, Gerona; 18 de noviembre de 1992) es una baloncestista española. Ocupa la posición de escolta y juega en el club Valencia Basket. Ha sido internacional con todas las categorías inferiores de la selección española, debutando con la selección nacional absoluta en el Eurobasket de Francia 2013 del que se proclamaron campeonas.

## Trayectoria profesional
En las temporadas 2010-11 y 2011-12 jugó en el extinto CDB Zaragoza en la Liga Femenina.
En febrero de 2012, fue elegida por FIBA Europa, segunda mejor jugadora joven de Europa 2011. En ese mismo año, Casas se fue a realizar una pretemporada con el Minnesota Lynx, campeón de la WNBA. 
A finales de mayo de 2012, fichó por el Rivas Ecópolis (en esas fechas, subcampeón de la Euroliga).
En noviembre de 2012, Queralt fue nombrada una de los veinte primeros abanderados en la candidatura de Madrid para organizar los Juegos Olímpicos de 2020.
En febrero de 2013, se dio a conocer que fue elegida, tercera mejor jugadora joven de Europa 2012. Al mes siguiente, en marzo, conquistó su primer título con el club madrileño, la Copa de la Reina.
En abril de 2014 se proclama campeona de la Liga Femenina jugando en Rivas Ecópolis tras vencer en la final por 2-0 a Perfumerías Avenida.
En agosto de 2014 y tras dos temporadas en Rivas, anuncia que abandona el club haciendo efectiva la cláusula incluida en su contrato que establecía que podía rescindir el contrato si Rivas Ecópolis no participaba en Euroliga, competición a la que el club ripense renunció por falta de recursos económicos. Disputó la temporada 2014/15, en el Galatasaray turco.
En la temporada siguiente (2015-2016) fichó por el Nantes, más conocido como "Les Déferlantes".
Desde el verano de 2016, forma parte de la plantilla del primer equipo del Landes francés.
En la temporada 2019/2020 fichó por el Valencia Basket Club, y fue proclamada Mejor jugadora española de Liga Femenina.

## Selección nacional
Internacional en todas las categorías inferiores de la selección nacional, se ha proclamado campeona de Europa en las tres categorías continentales de base (sub-16, sub-18 y dos veces sub-20) y en categoría absoluta, además de subcampeona del mundo sub-19.
Lidera un importante grupo de jugadoras llamadas a ser el relevo generacional de las Amaya Valdemoro, Elisa Aguilar, Laia Palau y compañía de la absoluta, junto a las que se proclamó campeona de Europa, tras imponerse a la selección anfitriona de Francia, en la final del Eurobasket 2013.
En el año 2019, la Selección de baloncesto Española Femenina se proclamó ganadora del Europeo Femenino en una final muy interesante contra Francia.

## Palmarés
Rivas Ecópolis
- Copa de la Reina (1): 2012-13
- Liga Femenina (1): 2013/2014

Galatasaray S.K.
- Liga turca (1): Liga de Turquía 2014/2015

Valencia Basket Club
- Liga Femenina (2) 2022/23; 2023/24
- Copa de la Reina (1): 2023-24
- Supercopa de España (1): 2023
- FIBA EuroCup: 2020-21

## Clubes
Rivas Ecópolis, España (2012-2013, 2013-2014)
Galatasaray, Turquía (2014-2015)
Nantes, Francia (2015-2016)
Landes, Francia (2016-2019)
Valencia Basket, España (2019-Actualidad)

## Selección española

### Absoluta
- Eurobasket 2013 ( Francia)
- Mundial 2018 ( España)
- Eurobasket 2019( Letonia– Serbia)
- Eurobasket 2023 ( Eslovenia– Israel)

### Categorías inferiores
- Europeo U16 2008 ( Polonia) – Equipo ideal
- Europeo U18 2009 ( Suecia)
- Europeo U18 2010 ( Eslovaquia) – Equipo ideal
- Europeo U20 2011 ( Serbia) – MVP
- Mundial U19 2011 ( Chile)
- Europeo U20 2012 ( Hungría) – Equipo ideal